# NGC 5331-1
NGC 5331-1 este o galaxie situată în constelația Fecioara. A fost descoperită în 13 mai 1793 de către William Herschel.